# Episodi di Casalingo Superpiù (quinta stagione)
La quinta stagione della serie televisiva Casalingo Superpiù è stata trasmessa in anteprima negli Stati Uniti d'America dalla ABC tra il 18 ottobre 1988 e il 16 maggio 1989.
| nº | Titolo originale           | Titolo italiano | Prima TV USA     | Prima TV Italia |
| -- | -------------------------- | --------------- | ---------------- | --------------- |
| 1  | Sam's Car                  |                 | 18 ottobre 1988  |                 |
| 2  | My Fair Tony               |                 | 25 ottobre 1988  |                 |
| 3  | Nineteen Again             |                 | 1º novembre 1988 |                 |
| 4  | Yankee-Doodle Micelli      |                 | 22 novembre 1988 |                 |
| 5  | A Jack Story               |                 | 29 novembre 1988 |                 |
| 6  | Double Dump                |                 | 6 dicembre 1988  |                 |
| 7  | Life with Father           |                 | 13 dicembre 1988 |                 |
| 8  | A Spirited Christmas       |                 | 20 dicembre 1988 |                 |
| 9  | Teacher's Pet              |                 | 3 dicembre 1989  |                 |
| 10 | Mrs. Rossini's Uncle       |                 | 10 dicembre 1989 |                 |
| 11 | Your Grandmother's a Bimbo |                 | 24 dicembre 1989 |                 |
| 12 | Ton-An Enterprises         |                 | 31 dicembre 1989 |                 |
| 13 | Cardinal Sin               |                 | 7 febbraio 1989  |                 |
| 14 | Winter Break               |                 | 14 febbraio 1989 |                 |
| 15 | First Date                 |                 | 21 febbraio 1989 |                 |
| 16 | Party Double               |                 | 28 febbraio 1989 |                 |
| 17 | Boozin' Buddies            |                 | 7 marzo 1989     |                 |
| 18 | Heather Can Wait           |                 | 21 marzo 1989    |                 |
| 19 | Living Dolls               |                 | 28 marzo 1989    |                 |
| 20 | Men Are People, Too        |                 | 4 aprile 1989    |                 |
| 21 | Working Girls              |                 | 11 aprile 1989   |                 |
| 22 | Tony Does Golf             |                 | 25 aprile 1989   |                 |
| 23 | Ode to Angela              |                 | 2 maggio 1989    |                 |
| 24 | In Sam We Trust            |                 | 9 maggio 1989    |                 |
| 25 | It's Somebody's Birthday   |                 | 16 maggio 1989   |                 |